# Brave Festival

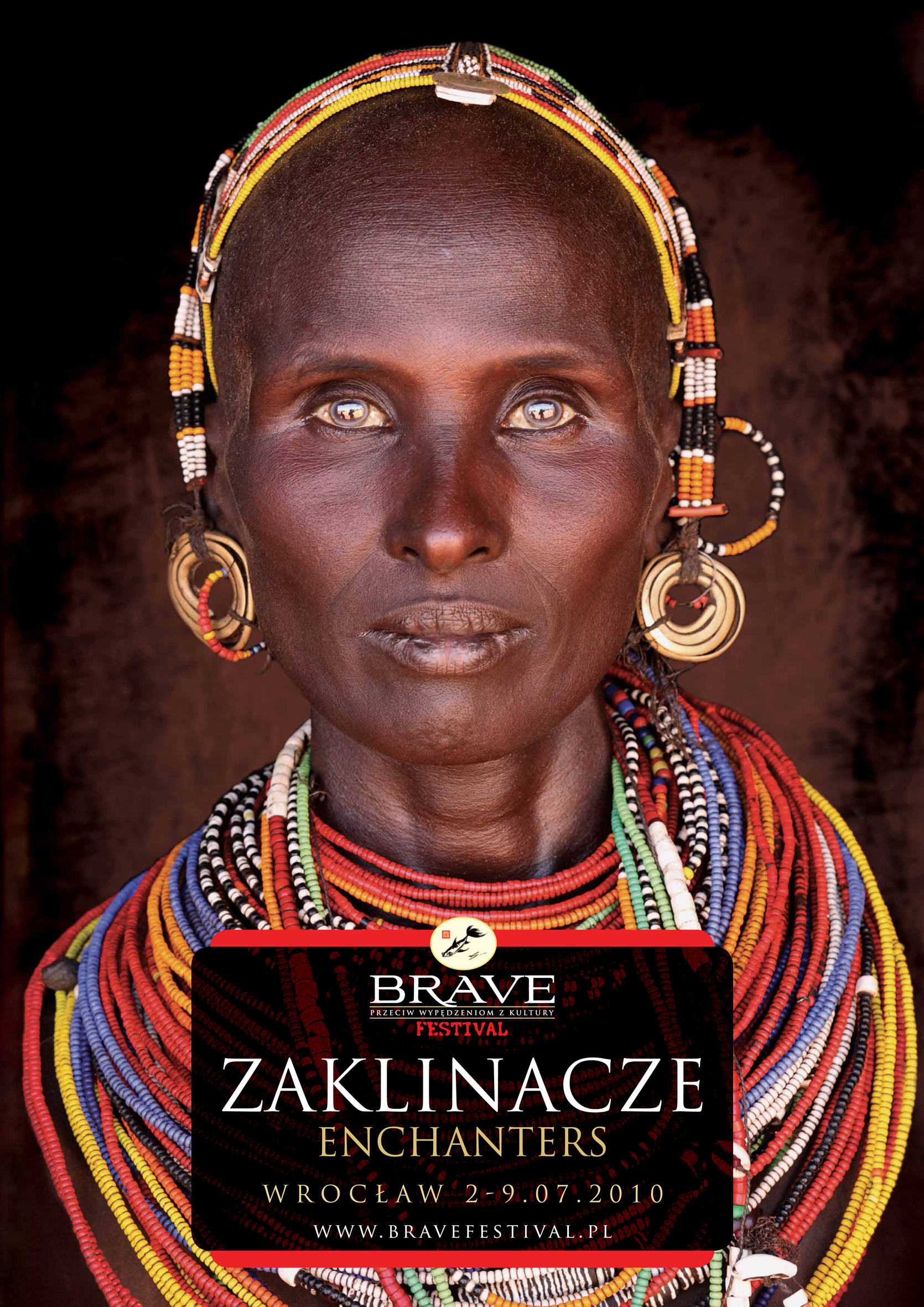
Oficiální plakát festivalu v roce 2010

Brave Festival je kulturní událost evropského významu, organizována pod patronací UNESCO a Evropské komise. Koná se každoročně na začátku července v polském městě Vratislavi. Představuje umělce i obyčejné lidi, kteří se snaží ochránit svou kulturu od zapomnění.
Festival se koná ve vratislavských divadlech a kulturních centrech (Teatr Polski, Wrocławski Teatr Współczesny, Centrum Sztuki Impart, Hala Ludowa a další.)
Ve dnech 2.-8. července 2011 se bude konat ročník s názvem Maska

## Historie
Proběhlo pět edic festivalu s názvy Magie Hlasu, Hlasy Asie, Utopené Písně, Rituál začíná v Africe a Všechny modlitby světa.
Na každém ročníku proběhly koncerty, divadelní představení, filmové projekce, výstavy, besedy a semináře, kterých se zúčastnili umělci z celého světa. 
Vystupovali zde umělci z Číny, Japonska, Jižní Koreje, Laosu, Tchaj-wanu, Singapuru, Egypta, Mali, Ruska, Austrálie, Nigeru, Rwandy, Ugandy, Indie a dalších zemí. 

## Idea festivalu
Brave Festival představuje lidí, kteří se nechtějí smířit se zánikem vlastních tradic, kteří mají odvahu a kuráž pokračovat nebo znovu obnovit své tradice a hledají své kořeny. Lidi, kteří bojují proti tomu, aby tradice, rituály, písně i duševní dědictví naší kultury byly umlčovány současnou, komerční masovou dobou. 
Festival jest organizován vratislavským alternativním divadlem Piesn Kozla. Zisk z prodeje lístků jde na činnost humanitární organizace Rokpa International. Tyto prostředky jdou například na projekty stavby škol v Tibetu nebo Nepálu.